# Myospila bicoloripes
Myospila bicoloripes este o specie de muște din genul Myospila, familia Muscidae. A fost descrisă pentru prima dată de Fritz Isidore van Emden în anul 1951. Conform Catalogue of Life specia Myospila bicoloripes nu are subspecii cunoscute.